# Zagra (Bistrița-Năsăud)
Zagra è un comune della Romania di 3703 abitanti, ubicato nel distretto di Bistrița-Năsăud, nella regione storica della Transilvania.
Il comune è formato dall'unione di 5 villaggi: Alunișul, Perișor, Poienile Zagrei, Suplai, Zagra.